# Bsalim - Mezher - Majzoub
Bsalim - Mezher - Majzoub è un  comune (municipalité) del Libano situato nel distretto di al-Matn, governatorato del Monte Libano.